# Heraclia lomata
Heraclia lomata là một loài bướm đêm trong họ Noctuidae.